# سالفاتوري لو بيكولو

سالفاتوري لو بيكولو

سالفاتوري لو بيكولو (بالإيطالية: Salvatore Lo Piccolo)‏ (ولد في باليرمو، 20 تموز 1942)، المعروف أيضا باسم بارون (ايل بارون) ، هو أحد أعضاء المافيا وأحد أقوى زعماء مافيا باليرمو وصقلية. ترقى لو بيكولو من خلال صفوف مافيا باليرمو في الثمانينات، وأصبح الرئيس في منطقة سان لورينزو ، ليحل محل سالفاتوري بيوندينو الذي أرسل إلى السجن. وكان لو بيكولو هاربا منذ عام 1983 وكان يدير شؤون المافيا في الخفاء مع برناردو بروفنزانو الذي أسر في 11 نيسان ، 2006. قد دعم لو بيكولو قوته في عصابة مافيا باليرمو حتى تم اعتقاله يوم 5 نوفمبر، 2007.
كان لو بيكولو يتاجر بالكوكايين والاتجار الدولي والابتزاز من الشركات ، وسرقة الأموال المخصصة لمشاريع الأشغال العامة. استثمر جزءا كبيرا من دخله في القطاع العقاري. لو بيكولو يؤيد سياسة بروفنزانو على عدم توجيه العنف تجاه الدولة والتحكيم كوسيلة مفضلة لتسوية النزاع بين الفصائل المتنافسة.